# 黄俨 (明朝宦官)
黄俨（？年—1425年），明朝初年宦官，永乐年间任司礼监太监。

## 生平
黄俨早年是燕王府的内官，他与朱棣三子朱高燧（后来的赵王）交好，常常诽谤世子朱高炽（明仁宗）。靖难之役时，世子朱高炽留守北平。方孝孺为建文帝出谋，致书朱高炽，承诺他若背叛父亲朱棣，便封他为燕王，来离间他们父子。黄俨得知后向燕王告密，当时朱高炽已将方孝孺来信送给父亲，表明心迹。
黄俨曾十一次出使朝鲜王朝：永乐元年（1403年）二月，黄俨与都指挥高得，左通政赵居任等到朝鲜册封李芳远为朝鲜国王，黄俨“举止无礼”，被朝鲜官员批评。十月，黄俨再次到朝鲜等分赐给太上王、国王、王妃及世子等人冕服、书册，同时索取阉人和贡马。永乐四年（1406年），黄俨出使朝鲜，求取济州法华寺铜佛像，有羞辱国王之举。永乐五年（1407年）五月，黄俨到朝鲜，索取朝鲜太祖宝藏舍利回京供奉。
永乐六年（1408年），司礼监太监黄俨，护送到南京贺正的朝鲜世子李禔回国，国王李芳远以静妃的名义，送给黄俨、海寿鞍马，命世子陪同黄俨、海寿游览金刚山。黄俨、海寿等收得贡马三千匹，赏赐朝鲜银两、丝。同年十一月至次年，黄俨等人亦在朝鲜，多次为明成祖筛选贡女。共选得权氏、任氏、李氏、吕氏、崔氏五人，送入后宫。永乐七年（1409年）五月，黄俨往朝鲜，要求再选贡女，选得郑氏、宋氏二人:15—17，20。
永乐九年（1411年），黄俨使朝鲜，“敕谕赐国王药材”，又征选朝鲜贡女。史称“凡俨之所求，令工曹备办，物数不可胜纪”。永乐十五年（1417年），黄俨与海寿出使朝鲜采选贡女，选得黄氏、韩氏二人:17—18，20，同时索取大量贿赂。永乐十七年（1419年）正月，黄俨作为册封使，册封李祹为朝鲜国王，索取阉人四十名。六月，赐赠国王《善阴骘书》，同时求献舍利。
永乐二十一年（1423年）黄俨参与赵王朱高燧乘成祖病重、弑帝自立的阴谋，王瑜上告明成祖。据《李朝世宗实录》九年10月条载，黄死后，“被斩棺之罪，妻与奴婢，没入为公贱”。